# Klenow-Fragment
Als Klenow-Fragment, auch Klenow-Enzym, wird das größere der beiden Proteinfragmente der DNA-Polymerase I aus Escherichia coli bezeichnet, die nach enzymatischer Spaltung mit Subtilisin entstehen. Es besitzt noch die 5'→3' Polymerase-Aktivität und die 3'→5' Exonuklease-Aktivität (proof reading), jedoch nicht mehr die 5'→3' Exonuklease-Aktivität der DNA-Polymerase I. Das Proteinfragment wurde erstmals 1970 von dem dänischen Biochemiker Hans Klenow beschrieben.

## Verwendung
Das Klenow-Fragment wird in der Molekularbiologie für verschiedene Zwecke verwendet:
- Synthese von doppelsträngiger DNA (Polymerasefunktion)
- das Klenow-Fragment war das ursprüngliche Enzym[2], welches für die Amplifizierung von DNA mittels PCR verwendet wurde, bevor es durch thermostabile DNA-Polymerasen, wie die Taq-Polymerase,[3] ersetzt wurde. Das Klenow-Enzym ist nicht thermostabil und musste in jedem Zyklus erneut hinzugegeben werden.
- Auffüllen von 5'-überstehenden, einzelsträngigen DNA-Sequenzen nach Restriktionen (Polymerasefunktion)
- Abbau von 3'-überstehenden, einzelsträngigen DNA-Sequenzen nach Restriktionen (Exonukleasefunktion)

Diese Aktivitäten dienen nach dem Schneiden von DNA mit Restriktionsenzymen zur Herstellung von sogenannten blunt ends, die mittels T4-Ligase verbunden werden können (z. B. bei Klonierungen). Neben dem DNA-Template werden die 4 Nucleotidtriphosphate dGTP, dATP, dTTP und dCTP in der Magnesium-abhängigen Reaktion angeboten. Die Polymeraseaktivität dient auch der Markierung (engl. end labeling) von DNA-Fragmenten mit radioaktivem Phosphorisotop 32P durch Ersatz eines dNTPs, beispielsweise dATP durch α-32P-ATP und als Enzym beim Random Priming. Weitere Anwendungen sind die DNA-Sequenzierung mit der Didesoxymethode nach Sanger und die Zweitstrangsynthese bei der Klonierung von cDNAs.  